# 侏羅紀公園系列
《侏羅紀公園》系列為一套美國发行，以恐龍為主題的跨媒體製作系列，故事內容圍繞以複製恐龍作賣點的主題樂園。麥可·克萊頓是此系列的創始者，環球影業在他的小說尚未正式出版時就已經買下其版權。由於1993年執導的電影獲得了極大的成功，為後來的電影續集以及諸如電子遊戲、漫畫書等周遭產品奠下了基礎。不考慮通货膨胀因素，《侏羅紀公園》系列的累積票房收入於各電影系列中位列第十。多部作品亦獲提名競逐包括奧斯卡金像獎在內的多個電影獎項。

## 原創小說系列
麥可·克萊頓所創作的《侏羅紀公園》小說為整套系列的主要改編作品，他本只有以遠古基因複製翼龍這個構思，經過幾年的深思熟慮，他決定加入主題樂園的情節，並以小男孩作為故事的主人公。惟有關概念不獲好評，故他將之改為成人的角度。
環球影業、華納兄弟、哥倫比亞、二十世紀福斯電影公司及、喬·丹特兩位電影製作人均欲向克萊頓購入版權以製成電影。克萊頓定下一百五十萬美金這個不可商議的價格，並要求在往後的利潤中取得一定的百分比，最終以環球影業競得。1990年，該公司決定讓史蒂芬·史匹柏執導。
《侏羅紀公園》電影取得成功後，克萊頓在導演史蒂芬·史匹柏的提議下，寫下續集作品《侏羅紀公園2：失落的世界》，後也獲拍成續集電影。

## 系列概覽

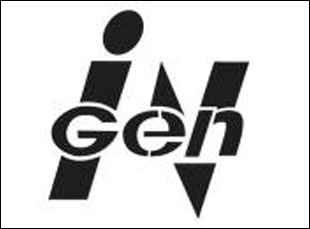
遺傳科技標誌

### 侏羅紀公園系列
最初電影系列的故事取自兩本小說的內容，同時在劇情、元素與人物方面加入一些修改。講述設立於美國加州帕羅奧圖的基因工程企業「國際遺傳科技公司」（International Genetic Technologies, Inc.）；簡稱「遺傳科技」（InGen），透過一顆來自中生代、保存蚊子的琥珀中提取到恐龍血液，再以複製技術重新帶回上古時代的恐龍群體。主要地點同時發生在主題樂園所在的努布拉島：一座位於中美洲哥斯達黎加的離岸海島。而毗鄰第二及第三部電影的主要地點則換成「索納島」（Isla Sorna），遺傳科技公司為主園區生產並培育恐龍的地點，其自從第一集事件後就被棄置變成一片恐龍地帶。

#### 侏羅紀公園（1993年）
在首部電影裡，遺傳科技總裁兼億萬富翁約翰·哈蒙德，投資開創名為「侏羅紀公園」的恐龍主題樂園，準備為大眾展現樂園的科學團隊以複製技術培育出的恐龍。開幕之際，哈蒙德邀請來自各個學界領域的專家以及投資商，包括自己的孫兒與孫女前來參觀，眾人在一片議論紛紛中乘搭觀光車啟程。當一場風暴來臨時，樂園安全系統被內部人士有意破壞，整座海島隨後陷入一片混亂，恐龍開始四處逃竄，導致一行人在各種恐龍自由的環境中掙扎求存。

#### 侏羅紀公園：失落的世界（1997年）
在續集中，哈蒙德再次招募伊恩·馬康姆，連同他的女友莎拉·哈汀組成探險隊前往索納島，進行恐龍生態考察與拍攝工作，藉此對外宣傳恐龍保育概念。不料，哈蒙德的野心侄子派遣捕獵隊前往該島，企圖將恐龍運往加州聖地亞哥作觀眾展覽，從而獲取商業利益，馬康姆等人卻極力拯救被捉的恐龍。一片混亂後，雙方化敵為友，一起前往國際遺傳公司研究基地舊址求救，然而期間仍然受到恐龍的襲擊而發展為巨大傷亡。

#### 侏羅紀公園3（2001年）
在第三部中，保羅和亞曼達·科比夫婦以觀光遊覽名義拉攏亞倫·葛蘭特與其學生比利·布倫南前往索納島，拯救他們因玩降落傘發生意外而誤闖該島且失蹤八星期的兒子艾瑞克，因此希望能有經驗豐富的專家陪伴他們尋子。然而，他們的飛機在遭到一隻兇猛棘龍襲擊後損壞，行走過程中還受到具有高智商的迅猛龍襲擊。一行人在多數肉食恐龍的追捕下，開始尋找失蹤的艾瑞克以及其他求救措施。

### 侏羅紀世界系列
前三集為首要三部曲，第四部作品亦將會是全新三部曲的開端，作為延續上一系列的續集系列作品。故事背景回到自第一部電影的努布拉島上，遺傳科技被「馬斯蘭尼全球企業」（Masrani Global Corporation）收購，使該海島經過長期的封鎖後由人類重新開發，幾年後被翻新為一座新的恐龍主題樂園，名為「侏羅紀世界」。而從第五部電影開始，故事發生舞台會搬回人類社會，劇情方面會探討人類和恐龍彼此「共存」的主題。

#### 侏羅紀世界（2015年）
在第四部中，隨著侏羅紀公園舊址被改建成「侏羅紀世界」並已正常營運多年，為了吸引更多遊客以討好贊助商，樂園的遺傳生物學家設計並培育出一隻新型基因混合肉食性恐龍「帝王暴龍」。與此同時，遺傳科技公司計劃利用恐龍作為軍事武器，欲以迅猛龍來做試驗。但災難卻再次發生，具有高智商的帝王暴龍逃脫，使樂園再次陷入一片混亂，造成多名工作人員和遊客傷亡，僅能由迅猛龍馴獸師歐文·格雷迪、樂園經理克萊兒·戴寧及其兩位外甥力挽狂瀾。

#### 侏羅紀世界：殞落國度（2018年）
在第五部中，侏羅紀世界因帝王暴龍逃脫造成的混亂而再次關閉三年之久，樂園再次變成恐龍的自由棲息之地。然而，島上的火山蠢蠢欲動，這群現代恐龍面臨再次滅絕的威脅。歐文和克萊兒不忍心恐龍就此消失，決定再次聯手冒著生命危險重回樂園島上。他們一方面要進行拯救，一方面要擺脫恐龍的攻擊和火山爆發的危機，但兩者後來靠此行動發現一個跟被拯救恐龍有關的陰謀。

#### 侏羅紀世界：統霸天下（2022年）
在第六部中，侏羅紀世界樂園被火山摧毀的四年後，從樂園島逃至外界的恐龍群體勉強與人類及現代動物共存。原本隱居的歐文和克萊兒因養女梅西基於“身世問題”而被不法分子擄走，迫使兩人踏上救援之旅。除此之外，曾經從最原始的侏羅紀公園中死裡逃生的愛麗·塞特勒、亞倫·葛蘭、及伊恩·馬康姆經過三十年的分道揚鑣後再次聯手，合作調查與遺傳科技曾是競爭對手的基因工程企業「拜奧辛」的種種黑幕，其同時身為擄走梅西的幕後黑手。

## 電影作品
| 標題                       | 美國上映日    | 導演          | 劇本                                              | 故事                                | 監製                                      | 狀態       |
| 侏羅紀公園                 | 侏羅紀公園    | 侏羅紀公園    | 侏羅紀公園                                        | 侏羅紀公園                          | 侏羅紀公園                                | 侏羅紀公園 |
| -------------------------- | ------------- | ------------- | ------------------------------------------------- | ----------------------------------- | ----------------------------------------- | ---------- |
| 《侏羅紀公園》             | 1993年6月11日 | 史蒂芬·史匹柏 | 大衛·柯普 麥可·克萊頓                             | 大衛·柯普 麥可·克萊頓               | 凱薩琳·甘迺迪 傑拉德·R·莫倫               | 已上映     |
| 《侏羅紀公園：失落的世界》 | 1997年5月23日 | 史蒂芬·史匹柏 | 大衛·柯普                                         | 大衛·柯普                           | 柯林·威爾森 傑拉德·R·莫倫                 | 已上映     |
| 《侏羅紀公園3》            | 2001年6月18日 | 喬·約翰斯頓   | 彼得·布克曼 亞歴山大·佩恩 吉姆·泰勒               | 彼得·布克曼 亞歴山大·佩恩 吉姆·泰勒 | 凱薩琳·甘迺迪 賴瑞·J·佛朗科               | 已上映     |
| 侏羅紀世界                 |               |               |                                                   |                                     |                                           |            |
| 《侏羅紀世界》             | 2015年5月29日 | 柯林·崔佛洛   | 瑞克·傑法 & 亞曼達·賽佛 柯林·崔佛洛 德瑞克·康納利 | 瑞克·傑法 & 亞曼達·賽佛             | 法蘭克·馬歇爾 派屈克·克勞利               | 已上映     |
| 《侏羅紀世界：殞落國度》   | 2018年6月22日 | J·A·巴亞納    | 柯林·崔佛洛 德瑞克·康納利                         | 柯林·崔佛洛 德瑞克·康納利           | 貝倫·艾提恩薩 法蘭克·馬歇爾 派屈克·克勞利 | 已上映     |
| 《侏羅紀世界：統霸天下》   | 2022年6月10日 | 柯林·崔佛洛   | 柯林·崔佛洛 愛米莉·卡麥可                         | 柯林·崔佛洛 德瑞克·康納利           | 法蘭克·馬歇爾 派屈克·克勞利               | 已上映     |
| 《侏羅紀世界：重生》       | 2025年7月2日  | 蓋瑞斯·愛德華 | 大衛·柯普                                         | 待公布                              | 法蘭克·馬歇爾 派屈克·克勞利               | 上映中     |

## 電視作品
| 劇集                   | 季數 | 集数 | 集数 | 上線日期      | 上線日期      | 上線日期 | 節目統籌                                | 狀態   |
| 劇集                   | 季數 | 集数 | 集数 | 首映          | 季终          | 电视网   | 節目統籌                                | 狀態   |
| ---------------------- | ---- | ---- | ---- | ------------- | ------------- | -------- | --------------------------------------- | ------ |
| 侏羅紀世界：白堊冒險營 | 1    | 49   | 49   | 2020年9月18日 | 2022年7月21日 | Netflix  | 史考特·卡麥爾 連恩·盧瑞斯 亞倫·海姆斯利 | 已完結 |
| 侏羅紀世界：混沌理論   | 1    | 10   | 10   | 2024年5月24日 | 待定          | Netflix  | 史考特·卡麥爾 亞倫·海姆斯利             | 已上映 |
| 未命名真人電視劇集     | 1    | TBA  | TBA  | TBA           | TBA           | TBA      | Justin Falvey Darryl Frank              | 開發中 |

## 主要演員
| 主要角色        | 電影名稱        | 電影名稱               | 電影名稱          | 電影名稱             | 電影名稱             | 電影名稱             |
| 主要角色        | 侏羅紀公園      | 侏羅紀公園             | 侏羅紀公園        | 侏羅紀世界           | 侏羅紀世界           | 侏羅紀世界           |
| 主要角色        | 侏羅紀公園      | 侏羅紀公園：失落的世界 | 侏羅紀公園3       | 侏羅紀世界           | 侏羅紀世界：殞落國度 | 侏羅紀世界：統霸天下 |
| 主要角色        | 1993            | 1997                   | 2001              | 2015                 | 2018                 | 2022                 |
| --------------- | --------------- | ---------------------- | ----------------- | -------------------- | -------------------- | -------------------- |
|                 | 山姆·尼爾       |                        | 山姆·尼爾         |                      |                      | 山姆·尼爾            |
|                 | 蘿拉·鄧恩       |                        | 蘿拉·鄧恩         |                      |                      | 蘿拉·鄧恩            |
|                 | 傑夫·高布倫     | 傑夫·高布倫            | 僅於對話中提及    | 僅現於一本書籍的封面 | 傑夫·高布倫          | 傑夫·高布倫          |
| 約翰·哈蒙德     | 李察·艾登布祿   | 李察·艾登布祿          | 僅於對話中提及    | 僅於對話、雕像中提及 | 僅於對話、圖畫中提及 |                      |
| ·墨菲           | 雅莉安娜·理察斯 | 雅莉安娜·理察斯        |                   |                      |                      |                      |
| ·墨菲           | 約瑟夫·馬傑羅   | 約瑟夫·馬傑羅          |                   |                      |                      |                      |
| 亨利·吳         | 黃榮亮          |                        |                   | 黃榮亮               | 黃榮亮               | 黃榮亮               |
| 丹尼斯·納德利   | 韋恩·奈特       |                        |                   |                      |                      |                      |
| 莎拉·哈汀       |                 | 茱莉安·摩爾            |                   |                      |                      |                      |
| 凱莉·柯蒂斯     |                 | 凡妮莎·李·查斯特       |                   |                      |                      |                      |
|                 |                 | 文斯·沃恩              |                   |                      |                      |                      |
|                 |                 | 彼得·普斯特李威        |                   |                      |                      |                      |
| 彼得·魯德洛     |                 | 亞歷斯·霍華            |                   |                      |                      |                      |
|                 |                 | 李察·席夫              |                   |                      |                      |                      |
| 羅伯特·貝克     |                 | 湯瑪斯·F·達菲          |                   |                      |                      |                      |
| 保羅·科比       |                 |                        | 威廉·H·梅西       |                      |                      |                      |
| 亞曼達·科比     |                 |                        |                   |                      |                      |                      |
| 比利·布倫南     |                 |                        | 亞歷桑德羅·尼沃拉 |                      |                      |                      |
| 艾瑞克·科比     |                 |                        | 崔佛·摩根         |                      |                      |                      |
| 歐文·格雷迪     |                 |                        |                   | 克里斯·普瑞特        | 克里斯·普瑞特        | 克里斯·普瑞特        |
| 克萊兒·戴寧     |                 |                        |                   | 布萊絲·達拉斯·霍華   | 布萊絲·達拉斯·霍華   | 布萊絲·達拉斯·霍華   |
|                 |                 |                        |                   | 尼克·羅賓森          |                      |                      |
|                 |                 |                        |                   | 泰·辛普金斯          |                      |                      |
| 維克·霍斯金     |                 |                        |                   | 文森特·諾費奧        |                      |                      |
|                 |                 |                        |                   | 伊凡·卡漢            |                      |                      |
| 羅瑞·庫瑟       |                 |                        |                   | 傑克·約翰森          |                      |                      |
| 薇薇安·克莉歐   |                 |                        |                   | 蘿倫·拉布庫斯        |                      |                      |
| 班傑明·洛克伍德 |                 |                        |                   |                      | 詹姆斯·克倫威爾      |                      |
| 伊萊·米爾斯     |                 |                        |                   |                      | 瑞夫·史波            |                      |
| 富蘭克林·韋伯   |                 |                        |                   |                      | 賈斯特·史密斯        |                      |
| 琪雅·羅德里奎   |                 |                        |                   |                      | 丹妮雅·皮內達        |                      |
| 岡納·艾佛索     |                 |                        |                   |                      | 陶比·瓊斯            |                      |
| 梅茜·洛克伍德   |                 |                        |                   |                      | 伊莎貝拉·瑟蒙        | 伊莎貝拉·瑟蒙        |
| 肯·威特利       |                 |                        |                   |                      | 泰德·拉文            |                      |
| 愛蕊絲          |                 |                        |                   |                      | 潔洛汀·卓別林        |                      |

## 幕後人員
| 職位     | 電影名稱                   | 電影名稱                   | 電影名稱                            | 電影名稱                                        | 電影名稱                                  | 電影名稱                        |          |
| 職位     | 侏羅紀公園                 | 侏羅紀公園                 | 侏羅紀公園                          | 侏羅紀世界                                      | 侏羅紀世界                                | 侏羅紀世界                      |          |
| 職位     | 侏羅紀公園                 | 侏羅紀公園：失落的世界     | 侏羅紀公園3                         | 侏羅紀世界                                      | 侏羅紀世界：殞落國度                      | 侏羅紀世界：統霸天下            |          |
| 職位     | 1993                       | 1997                       | 2001                                | 2015                                            | 2018                                      | 2022                            |          |
| -------- | -------------------------- | -------------------------- | ----------------------------------- | ----------------------------------------------- | ----------------------------------------- | ------------------------------- | -------- |
| 導演     | 史蒂芬·史匹柏              | 史蒂芬·史匹柏              | 喬·約翰斯頓                         | 柯林·崔佛洛                                     | J·A·巴亞納                                | 柯林·崔佛洛                     |          |
| 製片     | 凱薩琳·甘迺迪              | 柯林·威爾森                | 凱薩琳·甘迺迪 賴瑞·J·佛朗科         | 法蘭克·馬歇爾 派屈克·克勞利                     | 貝倫·艾提恩薩 法蘭克·馬歇爾 派屈克·克勞利 | 法蘭克·馬歇爾 派屈克·克勞利     |          |
| 製片     | 傑拉德·R·莫倫              |                            | 凱薩琳·甘迺迪 賴瑞·J·佛朗科         | 法蘭克·馬歇爾 派屈克·克勞利                     | 貝倫·艾提恩薩 法蘭克·馬歇爾 派屈克·克勞利 | 法蘭克·馬歇爾 派屈克·克勞利     |          |
| 編劇     | 麥可·克萊頓 大衛·柯普      | 大衛·柯普                  | 彼得·布奇曼 亞歴山大·佩恩 吉姆·泰勒 | 柯林·崔佛洛 德瑞克·康納利 瑞克·傑法 亞曼達·賽佛 | 柯林·崔佛洛 德瑞克·康納利                 | 柯林·崔佛洛 愛米莉·卡麥可       |          |
| 配樂     | 約翰·威廉斯                | 約翰·威廉斯                | 唐·戴維斯                           | 麥可·吉亞奇諾                                   | 麥可·吉亞奇諾                             | 麥可·吉亞奇諾                   |          |
| 配樂     | 約翰·威廉斯                | 約翰·威廉斯                | 約翰·威廉斯（主題曲原創者）         |                                                 |                                           |                                 |          |
| 剪輯     | 麥可·可汗                  | 麥可·可汗                  | 羅伯特·達爾瓦                       | 凱文·斯蒂特                                     | 伯納特·維勒普拉納                         | 馬克·桑格                       |          |
| 攝影     | 迪恩·康得利                | 亞努斯·卡明斯基            | 雪莉·約翰森                         | 約翰·施瓦茲曼                                   | 奧斯卡·福拉                               | 约翰·施瓦兹曼                   |          |
| 美術指導 | 瑞克·卡特                  | 瑞克·卡特                  | 愛德華·維羅                         | 愛德華·維羅                                     | 安迪·尼科爾森                             | 凱文·珍金斯（Kevin Jenkins）    |          |
| 原著     | 侏羅紀公園 麥可·克萊頓作品 | 失落的世界 麥可·克萊頓作品 | 角色由麥可·克萊頓創作               | 角色由麥可·克萊頓創作                           | 角色由麥可·克萊頓創作                     | 角色由麥可·克萊頓創作           |          |
| 製片商   | 安培林娛樂製片公司         | 安培林娛樂製片公司         | 安培林娛樂製片公司                  | 傳奇電影公司 安培林娛樂製片公司                 | 傳奇電影公司 安培林娛樂製片公司           | 安培林娛樂製片公司 完美世界影视 |          |
| 發行商   | 環球影業                   | 環球影業                   | 環球影業                            | 環球影業                                        | 環球影業                                  | 環球影業                        | 環球影業 |

## 各界迴響
| 電影                       | 票房收入       | 票房收入                        | 票房排名   | 票房排名   | 製作成本     | 參考來源   |
| 電影                       | 北美地區       | 全球合計                        | 北美地區   | 全球合計   | 製作成本     | 參考來源   |
| 侏羅紀公園                 | 侏羅紀公園     | 侏羅紀公園                      | 侏羅紀公園 | 侏羅紀公園 | 侏羅紀公園   | 侏羅紀公園 |
| -------------------------- | -------------- | ------------------------------- | ---------- | ---------- | ------------ | ---------- |
| 《侏羅紀公園》             | $404,214,720   | $1,099,699,003 （包含多次重映） | 40         | 32         | $63,000,000  | [ 14 ]     |
| 《侏羅紀公園：失落的世界》 | $229,086,679   | $618,638,999                    | 162        | 168        | $73,000,000  | [ 15 ]     |
| 《侏羅紀公園3》            | $181,171,875   | $368,780,809                    | 267        | 379        | $93,000,000  | [ 16 ]     |
| 侏羅紀世界                 |                |                                 |            |            |              |            |
| 《侏羅紀世界》             | $653,406,625   | $1,671,537,444                  | 9          | 7          | $150,000,000 | [ 17 ]     |
| 《侏羅紀世界：殞落國度》   | $417,719,760   | $1,310,466,296                  | 31         | 17         | $170,000,000 | [ 18 ]     |
| 《侏羅紀世界：統霸天下》   | $375,913,460   | $997,718,460                    | 49         | 51         | $185,000,000 | [ 19 ]     |
| 總計                       | $2,261,513,119 | $6,066,841,011                  | 10         | 不適用     | $734,000,000 | [ 20 ]     |

| 電影                       | 爛番茄網（好評率） | Metacritic（分數） | CinemaScore（等級） |
| 侏羅紀公園                 | 侏羅紀公園         | 侏羅紀公園         | 侏羅紀公園          |
| -------------------------- | ------------------ | ------------------ | ------------------- |
| 《侏羅紀公園》             | 92%（133則評論）   | 68（20則評論）     | A                   |
| 《侏羅紀公園：失落的世界》 | 53%（81則評論）    | 59（18則評論）     | B+                  |
| 《侏羅紀公園3》            | 49%（187則評論）   | 42（30則評論）     | B-                  |
| 侏羅紀世界                 |                    |                    |                     |
| 《侏羅紀世界》             | 71%（358則評論）   | 59（49則評論）     | A                   |
| 《侏羅紀世界：殞落國度》   | 47%（433則評論）   | 51（59則評論）     | A-                  |
| 《侏羅紀世界：統霸天下》   | 30%（381則評論）   | 38（59則評論）     | A-                  |

| 獎項         | 細節         | 電影           | 電影       | 電影            | 電影           |
| 獎項         | 細節         | 侏羅紀公園     | 侏羅紀公園 | 侏羅紀公園      | 侏羅紀世界     |
| 獎項         | 細節         | 《侏羅紀公園》 | 《》       | 《侏羅紀公園3》 | 《侏羅紀世界》 |
| ------------ | ------------ | -------------- | ---------- | --------------- | -------------- |
| 奧斯卡金像獎 | 最佳音效剪輯 | 獲獎           |            |                 |                |
| 奧斯卡金像獎 | 最佳音效     | 獲獎           |            |                 |                |
| 奧斯卡金像獎 | 最佳視覺效果 | 獲獎           | 獲提名     |                 |                |
|              | 最佳配樂     | 獲提名         | 獲提名     |                 |                |
| 電影獎       | 最佳視覺效果 |                |            |                 | 獲獎           |

## 有關各地環球影城發展
侏羅紀公園系列在各界都受到大眾歡迎，隨著侏羅紀公園系列的發展，在各地的環球影城都被參考為一系列的主題區域和遊樂設施，此區域最早在1996 年的荷里活環球影城開放，也因此提高了各地環球影城的歡迎度，其中侏羅紀公園河流探險（英語：Jurrasic Park: the Ride）是目前最受歡迎的遊樂設施。

### 歴史
- 荷里活環球影城
  - 1996年，世界上首個「侏羅紀公園」主題區於荷里活環球影城開放，並同時開放侏羅紀公園-乘船遊。
  - 2018年，服務了遊客23年的侏羅紀公園-乘船遊進行大翻新，並於2019年再度開放。
  - 2019年，侏羅紀公園-乘船遊翻新完成，新設施侏羅紀世界-乘船遊開放。
- 奧蘭多環球影城度假村
  - 1999年，冒險島樂園的「侏羅紀公園」島嶼開放。
  - 1999年，「天幕飛行」設施與「侏羅紀公園」島嶼同時開放。
  - 1999年，「侏羅紀公園河流探險」水上設施與「侏羅紀公園」島嶼同時開放。
  - 2021年，冒險島樂園最新雲霄飛車「侏羅紀世界-迅猛龍過山車」開放。
  - 2021年，「侏羅紀世界-迅猛龍過山車」獲得2020-2021年度金票獎的「最佳新過山車獎項」第一名。

### 奧蘭多環球影城度假村
此度假村只有冒險島樂園有設有侏羅紀公園的園區，並設有3 座遊樂設施。其中最新的設施為迅猛龍過山車，於2021年開放，大受好評。
|                    | 備註 |
| ------------------ | --- |
| 迅猛龍過山車       | 侏羅紀世界-迅猛龍過山車（英語：Jurrasic World VelociCoaster）以侏羅紀世界中的四隻迅猛龍為主題，推出本設施後大受歡迎，此雲霄飛車的特點為47米的禮帽坡和每小時117公里的速度。 身高限制：130厘米（51吋） |
| 侏羅紀公園河流探險 | 侏羅紀公園河流探險（英語：Jurrasic Park River Adventure ）是世界上最大型的水上遊樂設施之一，落差約26米，下落速度達到每小時80公里，途中會發現許多恐龍擺設。 身高限制：107厘米（42吋）                 |
| 無齒翼龍飛翔之旅   | 天幕飛行（英語：Pteranodon Flyers ）以「在飛行的翼龍」為主題，是一座雲霄飛車，座位也是參考著翼龍的翅膀，帶你環繞侏羅紀公園一圈。 身高限制：91厘米                                                    |

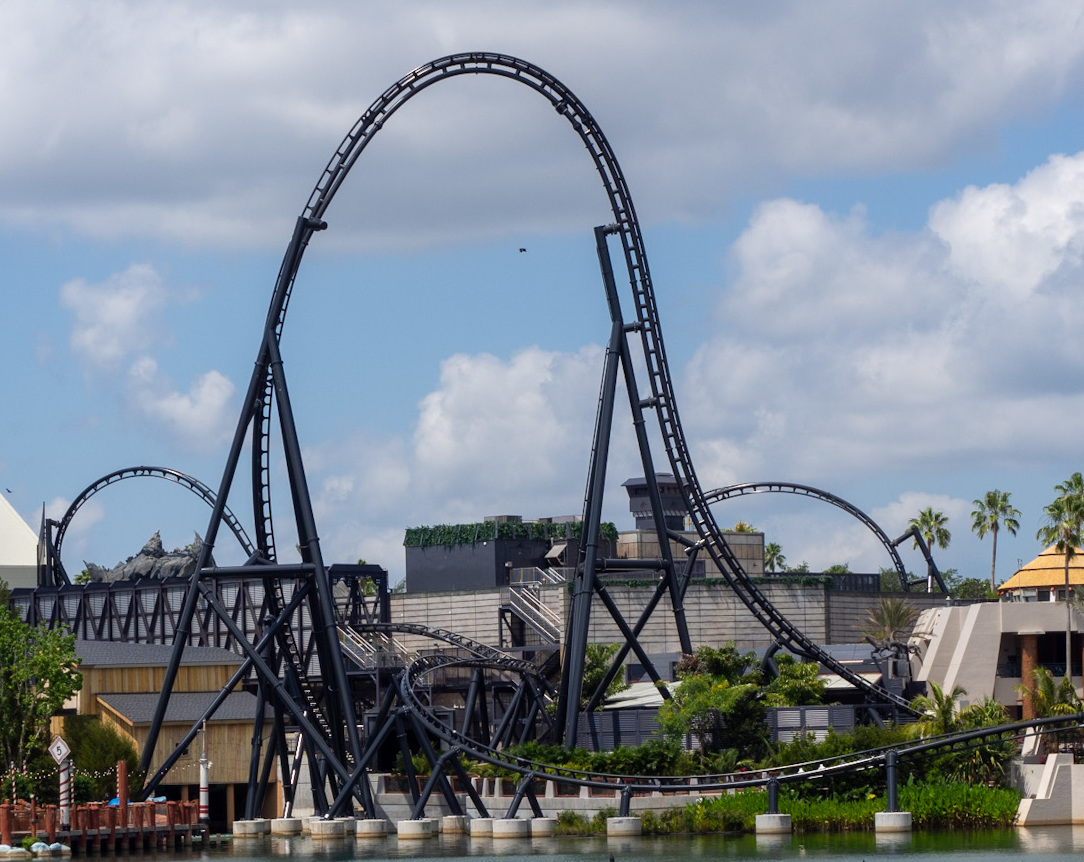
迅猛龍過山車的47米禮帽坡

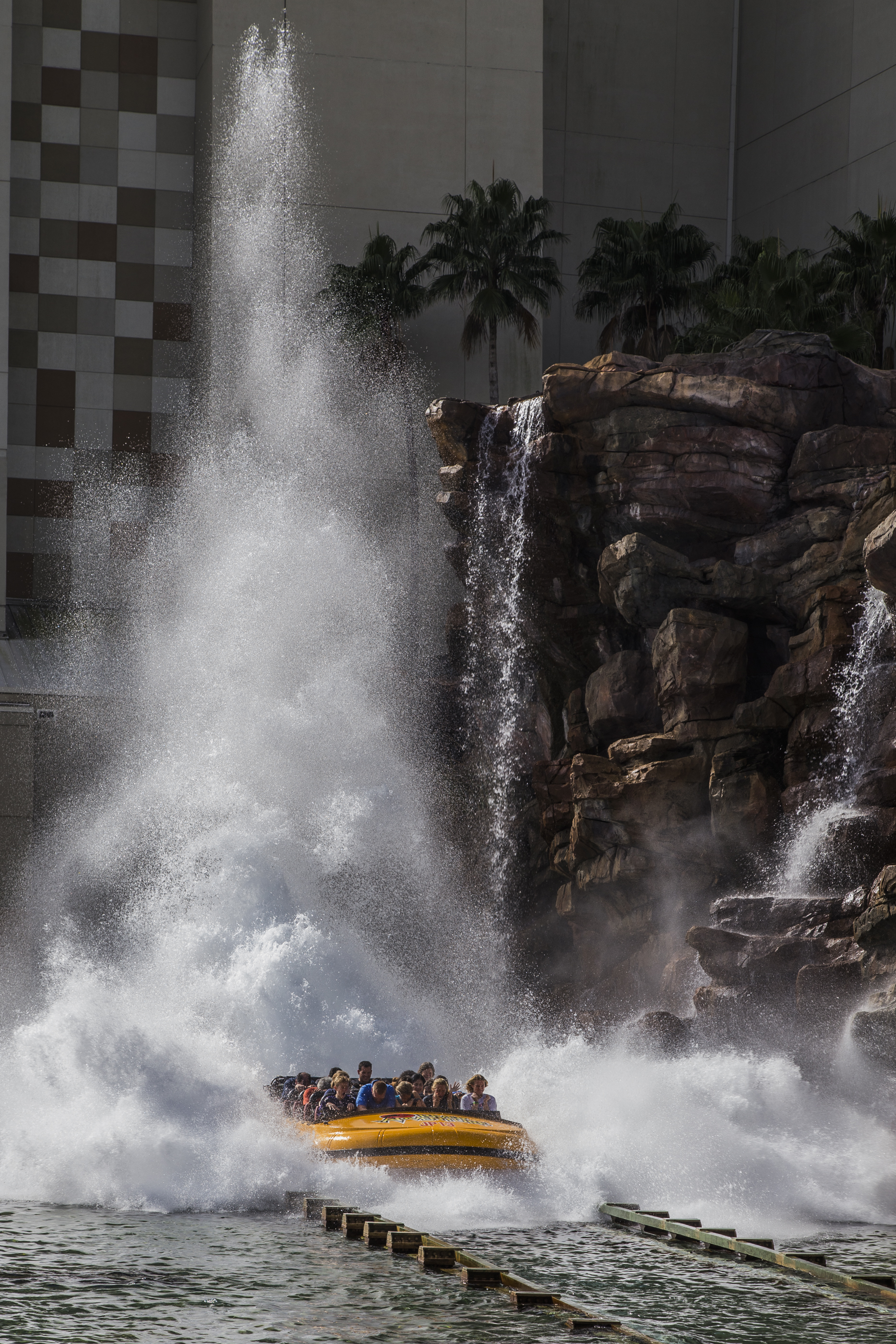
侏羅紀公園河流探險

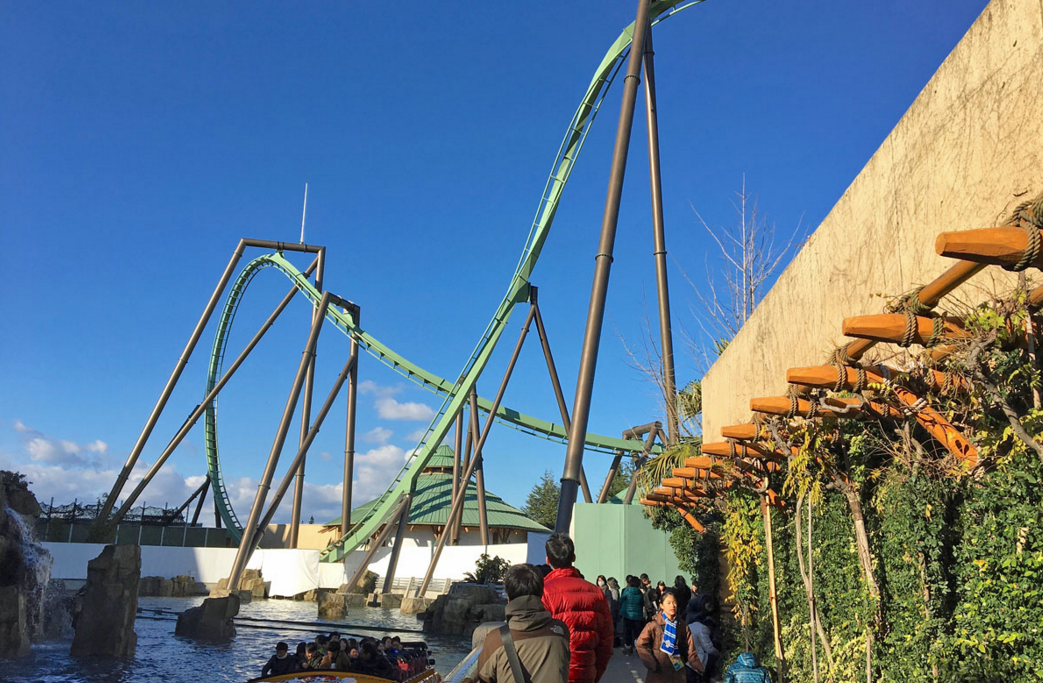
日本環球影城的飛天翼龍

其他環球影城主題樂園的「侏羅紀公園」主題區的遊樂設施：
- 日本環球影城
  - 飛天翼龍
  - 侏羅紀公園-乘船遊
- 北京環球度假區
  - 飛越侏羅紀
  - 侏羅紀世界大冒險
- 新加坡環球影城
  - 侏羅紀公園河流冒險（激流）
  - 天幕飛行
  - 恐龍騎士
- 荷里活環球影城
  - 侏羅紀世界-乘船遊

## 其他產品
多位藝術家曾嘗試製作《侏羅紀公園》動畫系列，惟最終均無法實現。漫畫家威爾·慕尼奧曾拜訪奇幻藝術家威廉·斯托特。斯托特覺得此動畫需有別於一般兒童卡通，應走較為成熟的路線。他其後獲聘請完成了大綱，展示了整個系列的發展方向，並結合了傳統與電腦動畫技術。此系列需史蒂芬·史匹柏的讚許方能出版，惟史匹柏一直忙於審核其他周遭產品，從沒有過目此大綱，漫畫也就從沒有出版。1998年，肯納公司推出了名為「侏羅紀公園：混沌效應」(Jurassic Park: Chaos Effect)的玩具系列。公司本打算同時推出動畫配合玩具產品，但最終亦未能面世，原因不詳。
2000年，肯納的母公司孩之寶接手並開始從《侏羅紀公園3》製作玩具系列。2016年，孩之寶推出名為「侏羅紀世界：恐龍混種」(Jurassic World: Dino Hybrid)的玩具系列，此系列是孩之寶最後一個玩具系列。
2017年，美泰兒接手後開始計畫並在隔年推出了《侏羅紀世界：殞落國度》的玩具系列，副系列「遺產收藏」(Legacy Collection)也同步推出，基於該系列的廣泛成功，美泰獲準進一步拓展不同主題的玩具系列。2019年，推出了「琥珀收藏」(Amber Collection)玩具系列，該系列的特色是以收藏家為目標群眾的玩具，具有電影般的精確造型、廣泛的關節和各式配件。該系列的尺寸設為6英吋。2022年，該系列改成名為「哈蒙德收藏」(Hammond Collection)的新系列。與前身不同的是，該系列中的玩具規格將與主玩具系列中的玩具一致，而不是完全按6英寸。
托普斯漫畫與 IDW 出版社曾先後出版《侏羅紀公園》的漫畫集。前者最終於1997年結業，版權由後者取得，並於2010年開始發行自己的版本。
多家公司均推出過《侏羅紀公園》電子遊戲產品。1993年第一部電影作品上映後，海洋軟件及世嘉獲授權開發能在不同作業系統上運行的《侏羅紀公園》遊戲，包括 FC 遊戲機及世嘉五代。次年，海洋軟件還推出了超級任天堂及 Game Boy 遊戲續集。第二部電影作品推出後，危險距離遊戲開發商發佈了多個版本的電子遊戲，能在當時最受歡迎的幾個系統上運行。第三部電影再接再厲，數部電子遊戲面世，包括了個人電腦及 Game Boy Advance 檔。2003年，專為 Xbox、PlayStation 2 及個人電腦而設的《侏羅紀公園：創世紀營運》遊戲亮相，獲得良好評價，惟2011年由訴說遊戲公司推出的《侏羅紀公園遊戲》之迴響差強人意，尚好但不及前者高。露迪亞遊戲開發商分別於2012及2015年為智能手機開創了兩部遊戲程式——《侏羅紀公園建設者》 （页面存档备份，存于）與《侏羅紀世界建設者》 （页面存档备份，存于）。華納兄弟互動娛樂亦為最新上映的第四部電影作品發佈了《侏羅紀世界樂高遊戲》。2018年6月12日，在Xbox、PlayStation 4以及Steam上發行了《侏羅紀世界：進化》。